# 加藤七宝製作所
加藤七宝製作所（かとうしっぽうせいさくしょ）は、伝統的工芸品である尾張七宝の窯元。1947年（昭和22年）創業、愛知県名古屋市に所在する七宝焼のメーカーである。名古屋城にほど近い西区香呑町に工房を構えている。平成29年に創業70周年を迎えた。

## 概要
創業者である加藤 亮三は、戦後の混迷期に尾張七宝と出会い、その美しさに一瞬で引き込まれ、尾張七宝製造業を自身の生業としていくことを決断。
数年間、愛知県七宝町（現・愛知県あま市）で尾張七宝製作の下積みをしたのち、1947年（昭和22年）に現在の名古屋市西区に工房を構えた。
業界で『透け屋』と言われる透明釉薬を基調とした製品作りを得意としている。ルビーのような深い赤色をした『赤透け』釉薬を使用した七宝焼や、図柄の輪郭となる部分に銀線を施す尾張七宝の代表的な技術である『有線七宝』といった特徴を活かし、幅広い尾張七宝の製品を世に送り出している。
二代目 加藤勝己、三代目 加藤芳朗は、伝産法の規定に基づく言わば国家資格である伝統工芸士として認定登録されている。

## 沿革
- 1947年 - 創業者である加藤 亮三が愛知県七宝町で七宝焼きの製造販売を始める
- 1950年 - 現在の名古屋市西区に工房を構える
- 1954年 - 有限会社 加藤七宝製作所を設立
- 1985年 - 創業者 加藤亮三が急逝
- 1986年 - 現在地にショールーム併設
- 1989年 - 東京都新宿区・東長寺の天井画を制作
- 1995年 - 『尾張七宝』が通商産業大臣指定伝統的工芸品（現・経済産業大臣指定伝統的工芸品）に指定 (第29次指定・平成7年4月5日)
- 2000年 - N社迎賓ホール 七宝大柱を制作
- 2009年 - 平城京の大極殿復元に伴い擬宝珠約70個を制作
- 2010年 - 二代目 加藤 勝己、尾張七宝業界初の伝統工芸士に認定される
- 2010年 - 三代目 加藤 芳朗、代表取締役社長に就任（当時、業界最年少）
- 2011年 - 加藤勝己、日本伝統工芸士会作品展にて受賞（以降、数回受賞）
- 2013年 - 七宝製ミニ骨壷『まとう』商品化（メモリアルアートの大野屋）
- 2013年 - 七宝製手洗器を商品化（カクダイ）
- 2015年 - 省胎七宝 7作品を発表
- 2015年 - NHK BSプレミアム『美の壺』出演：スイスにてハリリ・コレクション（英語版）を手に取る機会を得る
- 2018年 - 三代目 加藤 芳朗、伝統工芸士に認定される
- 2019年 - ネイルアート素材の『七宝フレーク』を商品化（藍rish）
- 2023年 - 加藤 勝己、第41回尾張七宝新作展にて愛知県知事賞受賞

## 参考資料
- 『檀れいの今残しておきたい、日本の美しいものたち』檀 れい 著（講談社）2012年, 頁76
- 『伝統工芸を継ぐ男たち』関根 由子 著（論創社）2017年, 頁53~62
- 『日本の伝統文化仕事図鑑』ワン・ステップ 編（金の星社）2019年2月, 頁36
- 『デジタルカメラマガジン 2019年12月号』（インプレス）頁12~15(CRAFTED特集)